# Rocchetta di Piazza (Cesena)
La Rocchetta di Piazza est un palais historique donnant sur la Piazza del Popolo, dans la commune de Cesena, province de Forlì-Cesena en Émilie-Romagne, Italie.

## La construction
Il s’agit d’une muraille en briques, haute de plus de 20 mètres, qui communique avec la Logetta Veneziana et le Torrione Nuti (tours étroites et accolées). Sur la paroi de la muraille, une plaque porte la citation que Dante fit de Cesena dans un des chants de la Divine Comédie et l’emblème de Lorenzo Zane, gouverneur pontifical à l’époque de la construction.
À l’époque des Malatesta, un ancien palais ("Palazzo Antico") constituait le seul édifice conjoint au Palazzo del Governatore  (aujourd’hui "Palazzo Comunale") et qui servait de résidence aux Seigneurs locaux.
En 1466, de par la volonté du pape Paul II, et de ses gouverneurs, l’édifice fut complété pour devenir le palais d’aujourd’hui.

## Aujourd’hui
L’étage supérieur de la Rocchetta accueille le musée des sciences naturelles qui se prolonge dans les tours de Loggetta Veneziana et Torrione . Ce musée présente toute une collection d’oiseaux et d’animaux et de la région et de coquillage de l’Adriatique, La partie de la tour Torrione est dédiée aux antiques appareils d’expérimentation radio-électriques.

## Galerie de photos

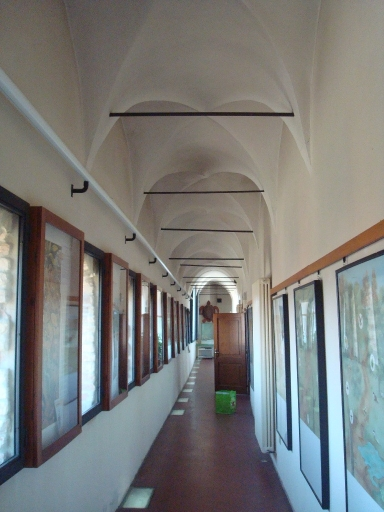
Galerie du musée dans la Rocchetta
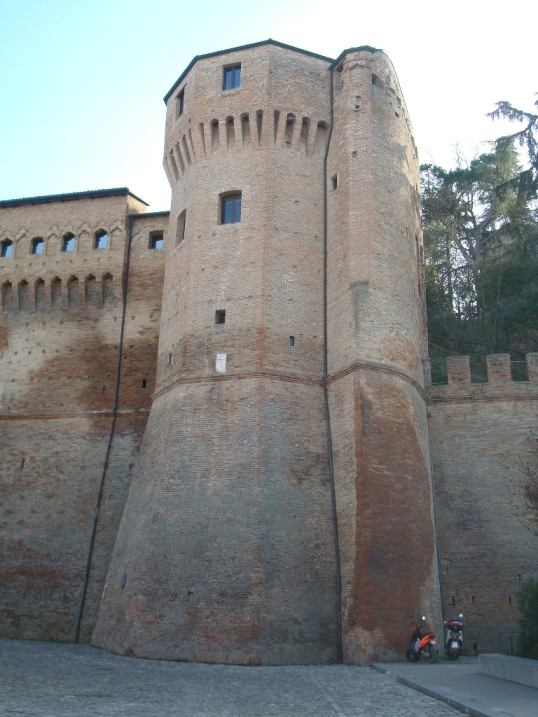
Tour de la Loggetta veneziana
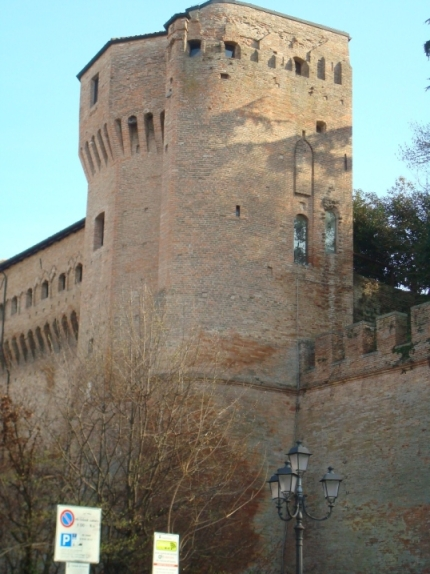
Tour du Torrione

## Sources
- (it) Cet article est partiellement ou en totalité issu de l’article de Wikipédia en italien intitulé « Rocchetta di Piazza » (voir la liste des auteurs).